# Văn Mai Hương
Văn Mai Hương (sinh ngày 27 tháng 9 năm 1994) là một nữ ca sĩ người Việt Nam. Cô bắt đầu được biết đến sau khi tham gia và đoạt ngôi vị á quân của mùa thứ ba trong cuộc thi truyền hình Vietnam Idol.

## Tiểu sử
Văn Mai Hương sinh ngày 27 tháng 9 năm 1994 tại Hà Nội, nhưng quê gốc ở Quảng Trị. Cô được gia đình cho theo học nhạc và sinh hoạt âm nhạc từ nhỏ. Cô từng tham gia sinh hoạt ở Câu lạc bộ Họa Mi (Hà Nội) và từng tham gia biểu diễn nhiều chương trình của thiếu nhi.
Năm 14 tuổi, cô được đặc cách vào học hệ trung cấp thanh nhạc tại trường Đại học Văn hoá Nghệ thuật Quân đội sau khi đỗ thủ khoa đầu vào. Tốt nghiệp xuất sắc hệ trung cấp và là học sinh ưu tú của NSND Hà Thủy, Văn Mai Hương tiếp tục dự thi hệ đại học và trở thành thủ khoa khối N và lọt Top 3 thí sinh có điểm số cao nhất tại Đại học Văn hóa Nghệ thuật Quân đội cơ sở phía Nam.

## Sự nghiệp

### 2010–2012:Vietnam Idolvà bắt đầu sự nghiệp âm nhạc vớiHãy mỉm cười
Năm 2010, Văn Mai Hương trở thành hiện tượng khi tham gia Vietnam Idol mùa 3. Là thí sinh nhỏ tuổi nhất, giọng ca 16 tuổi đã chinh phục cả giám khảo và khán giả bởi giọng hát đầy tiềm năng cùng các phần thể hiện tự tin, bứt phá qua từng vòng thi.
| Tuần   | Chủ đề             | Bài hát                                                               | Thứ tự biểu diễn | Kết quả |
| ------ | ------------------ | --------------------------------------------------------------------- | ---------------- | ------- |
| Top 10 | Free style         | "Khoảng trời của bé"                                                  | 9                | An toàn |
| Top 9  | Pop/Rock           | "Thu tình yêu"                                                        | 9                | An toàn |
| Top 8  | R&B/Hip-hop/Dance  | "Trôi trong gương"                                                    | 5                | An toàn |
| Top 7  | Nhạc Quốc tế       | "I Have Nothing"                                                      | 6                | An toàn |
| Top 6  | Bài ca không quên  | "Nơi em gặp anh"                                                      | 2                | An toàn |
| Top 5  | Đêm Diva           | "Một ngày mới"                                                        | 5                | An toàn |
| Top 4  | Song ca            | "Anh mãi là" (với Uyên Linh) "Một ngày mới sang" (với Lều Phương Anh) | 1                | An toàn |
| Top 3  | Giám khảo lựa chọn | "Hãy cho em gần bên anh" "I Love Music"                               | 3                | An toàn |
| Top 2  | Chung kết          | "Trái tim âm nhạc" "Hot n Cold" "Cảm ơn Tình Yêu"                     | 1                | Á quân  |

Sau khi đạt danh hiệu Á quân Vietnam Idol, cô đã phát hành đĩa đơn đầu tay và là đĩa đơn quảng bá cho hãng Pond's mang tên "Ngày mới trắng hồng" và quyết định "nam tiến chính thức tấn công vào thị trường âm nhạc Việt" và chia sẻ: "Tôi muốn hát nhiều thể loại khác nhau để tìm kiếm được phong cách mà khán giả yêu thích nhất. Hình ảnh trẻ trung và năng động là điều tôi muốn hướng tới khi thực hiện bất cứ sản phẩm âm nhạc nào."
"Nếu như anh đến" là một ca khúc kết hợp giữa hai thể loại là dance-pop và R&B, được viết bởi nhạc sĩ Nguyễn Đức Cường và sản xuất bởi nhạc sĩ Huy Tuấn, người "giúp đỡ nhiệt tình" cho cô. Ca khúc chính thức được đăng tải trên trang Zing MP3 vào lúc 17:26 phút chiều ngày 30 tháng 6 năm 2011 (theo giờ Việt Nam) và xuất hiện trong đĩa mở rộng cùng tên, phát hành vào ngày 1 tháng 7 năm 2011. Video ca nhạc sau đó đã được phát hành vào ngày 8 tháng 8 năm 2011, được thực hiện bởi hãng phim Film Ninja Productions cùng sự xuất hiện của nhạc sĩ Nguyễn Đức Cường. Bài hát nhanh chóng được tiếp nhận và đã đứng đầu bảng xếp hạng Zing Top Song vào tuần 30 tháng 8 năm 2011. Ca khúc gồm hai phiên bản, bản thứ hai mang giai điệu nhạc nhẹ, được xuất hiện trong video ca nhạc cùng bản gốc của ca khúc.
Sau đĩa đơn "Nếu như anh đến" và "Ngày chung đôi", Văn Mai Hương phát hành album đầu tay Hãy mỉm cười. Album Hãy mỉm cười là tập hợp những tác phẩm mới được nhà sản xuất Huy Tuấn tuyển lựa kỹ càng từ những sáng tác của nhiều nhạc sĩ tên tuổi như Nguyễn Đức Cường, Giáng Son, Huy Tuấn, Đức Trí, Minh Vương, Hà Quang Minh...Album chính là thông điệp nữ ca sĩ muốn gửi tới khán giả. Cô chia sẻ: "Ở tuổi 17, tôi không muốn thể hiện những ca khúc quá già dặn so với tính cách cũng như tâm hồn. Âm nhạc của tôi hướng đến khán giả tuổi teen, đồng trang lứa. Nhưng đó là những ca khúc nhạc teen lành mạnh, văn minh, hiện đại, hàm chứa cá tính nghệ thuật rõ rệt". Sau album đầu tay Hãy mỉm cười, Văn Mai Hương trình làng ca khúc "Chuyện tình nhà thơ" với ca từ đáng yêu, trong sáng được nhạc sĩ Nguyễn Đức Cường viết riêng cho cô.

### 2013–2019:Mười tám +và vai trò giám khảoVietnam Idol Kids
Ngay từ tên gọi của album, khán giả đã có thể hiểu được phần nào nội dung của những ca khúc, những tâm tư mà nữ ca sĩ muốn truyền tải đến bạn nghe nhạc. Với các bản ballad ngọt ngào nhiều trải nghiệm, Văn Mai Hương đã cho thấy mình trưởng thành như thế nào, bên cạnh những bản ballad lần đầu tiên Văn Mai Hương thử sức, nhạc sĩ Huy Tuấn, người biên tập album, vẫn đưa vào Mười tám + các bản pop dance, R&B với tempo từ vừa phải đến nhanh để cho thấy một Văn Mai Hương tuy đã trưởng thành nhưng vẫn căng tràn nhựa sống, đầy năng lượng và đâu đó vẫn phảng phất nét duyên của cô gái mà khán giả từng yêu mến qua "Nếu như anh đến", "Chuyện tình nhà thơ" …
Sau khi hợp tác với hai nam ca sĩ là Dương Triệu Vũ và Trúc Nhân. Văn Mai Hương ra mắt video âm nhạc "Ngày gần anh". Video âm nhạc được quay suốt 36 tiếng đồng hồ theo phong cách tối giản với những hình ảnh gợi thông điệp sâu sắc. Văn Mai Hương hóa thân thành một cô gái đang yêu đắm say nhưng mang trong mình nỗi chờ mong và cô đơn. Tháng 12 năm 2015, Văn Mai Hương trở lại với video âm nhạc "Mona Lisa" sau một thời gian dài im ắng vì bị trầm cảm. "Mona Lisa" là sản phẩm đánh dấu sự trở lại của Văn Mai Hương sau thành công của đĩa đơn, video âm nhạc "Ngày gần anh" phát hành năm 2014. Ngoài phần âm nhạc được chú trọng hàng đầu, phần hình ảnh, nội dung của video âm nhạc mới cũng được Văn Mai Hương và ê kíp quan tâm, đầu tư kĩ lưỡng.
Đầu năm 2016, Văn Mai Hương và Phạm Hồng Phước phát hành ca khúc "Thời thanh xuân sẽ qua" nhân dịp Valentine. "Thời thanh xuân sẽ qua" là ca khúc thuộc thể loại country pha thêm chút valse & jazz, sự kết hợp này tạo ra thể loại nhạc khá mới mẻ với đại bộ phận nghe nhạc tại Việt Nam. Cũng trong năm này, Văn Mai Hương được chọn làm giám khảo Vietnam Idol Kids. Sau khi chương trình kết thúc, Văn Mai Hương ra mắt video âm nhạc "Beautiful" phê phán phẫu thuật thẩm mỹ. Video âm nhạc lấy bối cảnh một bệnh viện phẫu thuật thẩm mỹ, ở đó các cô gái mặc đồng phục vừa giống bệnh nhân vừa giống tù nhân. Họ được “cân đo đong đếm” kỹ lưỡng và “ướm thử” những bộ phận cơ thể “chuẩn đẹp”. Nhưng khi nằm lên bàn mổ, Văn Mai Hương bỗng nhận ra vẻ đẹp này không phải là điều mình muốn, mà chỉ là vẻ đẹp người khác áp đặt. Văn Mai Hương chia sẻ: "Nữ tính nhưng không kém phần tự tin, quyết liệt; đó là nói về quyền được… đẹp của phụ nữ. Hay nói đúng hơn là quyền được tôn trọng ngoại hình và yêu thương chính mình – bắt đầu từ yêu thương ngoại hình của mình."
Ngày 3 tháng 1 năm 2017, Văn Mai Hương giới thiệu đến khán giả ca khúc "Những khát khao ấy" do nhạc sĩ Châu Đăng Khoa sáng tác. Ca khúc "Những khát khao ấy" nằm trong album sắp phát hành của Văn Mai Hương trong thời gian tới hợp tác cùng nhạc sĩ Khắc Hưng. Văn Mai Hương cho biết, "Những khát khao ấy" mang phong cách khác với những ca khúc trước đây của cô. Có thể nói, đây là một bản ballad dịu dàng và đầy nữ tính, nói được tiếng lòng của người con gái đang yêu. "Những khát khao ấy" thể hiện khát khao sâu kín trong tâm tư người con gái trước khi yêu. Ca khúc thể hiện được chất giọng cùng cách xử lý tốt của Văn Mai Hương với quãng giọng khá rộng và nhiều nốt treo cao liên tục. Tháng 11 cùng năm, Văn Mai Hương ra mắt ca khúc "Lâu đài cát" về câu chuyện tình đã qua của cô.

### 2020–nay:HươngvàMinh tinh
Sau thời gian ấp ủ thực hiện, ngày 23 tháng 1 năm 2021, Văn Mai Hương chính thức ra mắt album thứ ba trong sự nghiệp mang tên Hương. Album Hương gồm 8 ca khúc với tên bài hát, bao gồm: Đốt, Cầu Hôn, Tình Lãng Phí, Đã Lâu Lắm Rồi, Trên Cây Cầu Bên Sông, Nghe Nói Anh Sắp Kết Hôn, Mai Đây Em Thương Một Chàng Trai và Hương - bài hát kết album mang chính tên của nữ ca sĩ. Album có sự tham gia của Hứa Kim Tuyền trong vai trò nhà sản xuất.
Về phần âm nhạc và hình ảnh trong album “Hương”, Văn Mai Hương chia sẻ: “Với những sản phẩm đơn lẻ ra mắt trong vài năm trở lại đây, khán giả đã thấy một Văn Mai Hương trưởng thành hơn ở cả trong âm nhạc lẫn hình ảnh. Và album “Hương” với hầu hết là những ca khúc buồn sẽ là cung bậc cảm xúc của người phụ nữ sau khi chia tay. Ở thời điểm hiện tại và trong tương lai, tôi muốn hướng tới sự nồng nàn, tinh tế qua mỗi bài hát mình thể hiện”. Sản phẩm ngay sau khi phát hành đã được nhiều sự quan tâm và đánh giá cao từ công chúng và giới chuyên môn.
Ngày 24 tháng 10 năm 2023, cô tiếp tục ra mắt album thứ tư trong sự nghiệp mang tên “Minh Tinh – The Actress” và tiếp tục có sự đồng hành của music producer Hứa Kim Tuyền. Bộ đôi “tri kỷ” trong âm nhạc giới thiệu 8 ca khúc mang nhiều màu sắc, cung bậc cảm xúc cùng sự chiêm nghiệm từ những câu chuyện tình có thật và được lấy cảm hứng từ những bộ phim nổi tiếng.
Với album đậm chất phim ảnh, Văn Mai Hương cùng Hứa Kim Tuyền gửi gắm thông điệp: “Mỗi chuyện tình đi qua đều cho chúng ta những trải nghiệm khác nhau. Tựa như những bộ phim mà bản thân chúng ta là "minh tinh" trong câu chuyện của chính mình. Thay vì đau khổ, bi lụy tổn hại bản thân, hãy trải qua câu chuyện của mình như một bộ phim, dù cái kết có là happy ending hay sad ending thì chúng ta đã có một "vai diễn" thật đẹp và đáng nhớ”.
Chỉ sau vài giờ ra mắt, album “Minh Tinh” của Văn Mai Hương đã đạt được thành tích Top 1 BXH Itunes Vietnam đồng thời sớm đạt vị trí Top 1 trên BXH Apple Music Vietnam. 2 ca khúc nằm trong album được thực hiện MV và phát hành trước đó là: Mưa tháng sáu, Đại minh tinh cũng đạt số lượt xem ấn tượng và phủ sóng dày đặc trên các bảng xếp hạng âm nhạc uy tín. Spotify còn chọn 2 bài hát mới là “Martini” và “A Red Flag” nằm trong album “Minh Tinh” để quảng bá ở thị trường âm nhạc: Việt Nam, Singapore, Thái Lan, Malaysia, Philippines, Indonesia, Hongkong, Hàn Quốc, Đài Loan.

## Giọng hát
Văn Mai Hương sở hữu chất giọng dày dặn với lợi thế quãng trung trầm đầy mạnh mẽ cùng kỹ thuật thanh nhạc được học bài bản từ trường lớp. Hương đã tạo ra sự khác biệt so với các giọng nữ trung khác bằng việc thể hiện các bài hát có quãng cao qua các nhạc phẩm Never Enough, Anh.. tuy nhiên quãng trầm vẫn là lợi thế của cô.  
Có nhiều thông tin khác nhau tranh cãi về chất giọng của cô là Soprano hay Mezzo Soprano. Tuy vậy, chuyên trang phân tích đã chỉ ra chất giọng của cô mạnh về quãng trung trầm nhiều hơn, các nốt cao chưa phải là thế mạnh của cô, đơn cử với bài hát Never Enough hay với bài Anh, để so sánh với các giọng nữ cao thực thụ, Văn Mai Hương cần thời gian để chinh phục khán giả khó tính. Tuy vậy cô cũng đã rất cố gắng và thông minh trong cách thể hiện giọng hát của mình.
- Loại giọng: Full Liric Soprano (Nữ cao trữ tình đầy đặn)
- Quãng giọng: C#3 - G#5 - C6 (2 quãng tám 5 nốt 1 bán âm)
- Supported range (quãng hát hỗ trợ): A3 - Bb4/B4 ~E5/F5 (bao gồm giọng óc) (prime); G3/G#3 - Bb4 - E5/F5 (sau prime)

## Danh sách đĩa nhạc

### Album phòng thu
- Hãy mỉm cười nhé (2011)
- Mười tám + (2013)
- Hương (2021)
- Minh tinh (2023)

### Đĩa mở rộng
- Nếu như anh đến (EP) (2011)

### Bài hát nổi bật
- "Nếu như anh đến"
- "Ngày chung đôi"
- "Chuyện tình nhà thơ"
- "Chậm lại một phút"
- "Đại minh tinh"
- "Là em đó" (ft. Mr.A)
- "Riêng mình anh thôi"
- "Giấc mơ thức tỉnh"
- "Tìm" (ft. Trúc Nhân)
- "Ngày gần anh"
- "Thời thanh xuân sẽ qua" (ft. Phạm Hồng Phước)
- "Mona Lisa"
- "Beautiful"
- "Nếu lúc ấy" (ft. Bằng Kiều)
- "Những khát khao ấy"
- "Lâu đài cát"
- "Ngày thứ tư của tháng 3"
- "Nghĩ về anh"
- "Cầu Hôn"
- "Nghe nói anh sắp kết hôn"
- "Rồi Mình Sẽ Gặp Nhau"
- "Đốt"
- "Hương" (ft. Negav)
- "Một ngàn nỗi đau"
- "Mưa tháng Sáu" (ft. GREY D, Trung Quân)
- "Cầu Vồng Lấp Lánh" (25-1-2024) (ft. Myra Trần) (WeChoice Awards 2023)

## Giải thưởng
| Giải thưởng                    | Năm  | Hạng mục                              | Đề cử cho                                                           | Kết quả   | Tham khảo |
| ------------------------------ | ---- | ------------------------------------- | ------------------------------------------------------------------- | --------- | --------- |
| Làn Sóng Xanh                  | 2012 | Top 10 ca sĩ được yêu thích nhất      | Bản thân                                                            | Đoạt giải |           |
| HTV Awards                     | 2013 | Nữ ca sĩ nhạc nhẹ được yêu thích nhất | Bản thân                                                            | Đoạt giải |           |
| HTV Awards                     | 2014 | Nữ ca sĩ nhạc nhẹ được yêu thích nhất | Bản thân                                                            | Đoạt giải | [ 10 ]    |
| Giải thưởng Âm nhạc Cống hiến  | 2016 | Video âm nhạc của năm                 | "Mona Lisa"                                                         | Đề cử     | [ 11 ]    |
| Làn Sóng Xanh                  | 2018 | Ca khúc nhạc phim được yêu thích nhất | Một ngày hay trăm năm                                               | Đoạt giải |           |
| Làn Sóng Xanh                  | 2021 | Nữ ca sĩ của năm                      | Bản thân                                                            | Đoạt giải | [ 12 ]    |
| Làn Sóng Xanh                  | 2021 | Ca sĩ đột phá                         | Bản thân                                                            | Đoạt giải | [ 12 ]    |
| Làn Sóng Xanh                  | 2021 | Bài hát hiện tượng                    | Hương (ver.Remix)                                                   | Đề cử     | [ 12 ]    |
| Làn Sóng Xanh                  | 2021 | Top 10 ca khúc được yêu thích nhất    | Hương                                                               | Đoạt giải |           |
| Giải Mai Vàng                  | 2021 | MV được yêu thích nhất                | "Chim quý trong lồng"                                               | Đoạt giải | [ 13 ]    |
| Giải thưởng Truyền hình châu Á | 2021 | Video âm nhạc xuất sắc nhất           | "Chim quý trong lồng"                                               | Đoạt giải |           |
| Vietnam Entertaiment Awards    | 2021 | Video Youtube nổi bật nhất năm        | Mashup: Ngày chưa giông bão x Always remember us this way           | Đoạt giải |           |
| Zing Music Awards              | 2022 | Top 10 ca khúc xuất sắc của năm       | Một Ngàn Nỗi Đau                                                    | Đoạt giải |           |
| Làn Sóng Xanh                  | 2023 | Top 10 ca khúc được yêu thích nhất    | Mưa Tháng Sáu                                                       | Đoạt giải |           |
| Làn Sóng Xanh                  | 2023 | Nữ ca sĩ của năm                      | Bản thân                                                            | Đoạt giải |           |
| Làn Sóng Xanh                  | 2023 | Ca khúc của năm                       | Mưa Tháng Sáu                                                       | Đoạt giải |           |
| Làn Sóng Xanh                  | 2023 | Sự kết hợp xuất sắc                   | Văn Mai Hương x Hứa Kim Tuyền x GREY D x Trung Quân (Mưa Tháng Sáu) | Đoạt giải |           |
| Làn Sóng Xanh                  | 2023 | MV của năm                            | Đại Minh Tinh                                                       | Đề cử     |           |
| Làn Sóng Xanh                  | 2023 | Album của năm                         | Minh Tinh                                                           | Đề cử     |           |
| Zing Music Awards              | 2023 | Top 10 nghệ sĩ xuất sắc của năm       | Bản thân                                                            | Đoạt giải |           |
| Zing Music Awards              | 2023 | Top 10 ca khúc của năm                | Mưa Tháng Sáu                                                       | Đoạt giải |           |
| WeChoice Awards                | 2023 | Ca sĩ có hoạt động đột phá            | Bản thân                                                            | Đề cử     |           |
| WeChoice Awards                | 2023 | Album của năm                         | Minh Tinh                                                           | Đề cử     |           |
| WeChoice Awards                | 2023 | Màn kết hợp bùng nổ                   | Văn Mai Hương x Hứa Kim Tuyền (Album 'Minh Tinh')                   | Đề cử     |           |
| Giải thưởng Âm nhạc Cống hiến  | 2024 | Album của năm                         | Minh Tinh                                                           | Đoạt giải |           |
| Giải thưởng Âm nhạc Cống hiến  | 2024 | Nữ ca sĩ của năm                      | Bản thân                                                            | Đề cử     |           |
| Giải thưởng Âm nhạc Cống hiến  | 2024 | MV của năm                            | Đại Minh Tinh                                                       | Đề cử     |           |